# Kamieniarstwo w Kunowie
Kamieniarstwo w Kunowie – ogół przedsięwzięć związanych ze zorganizowanym wydobyciem i obróbką kamienia, głównie piaskowca, w Kunowie, Dołach i Nietulisku w obecnym woj. świętokrzyskim między XVI a XX wiekiem.

## Historia
Historia kamieniarstwa w okolicach Kunowa sięga XII wieku, kiedy kamień wydobywany w postaci bloków skalnych wykorzystywany był do budowy zamków i kościołów. Jednak właściwy rozkwit nastąpił w XVI wieku, kiedy do Kunowa przybyli licznie mistrzowie sztuki kamieniarskiej z Niemiec. Stworzono wówczas cały przemysł kamieniarski, a kunowski piaskowiec zaczęto wykorzystywać do budowy magnackich rezydencji, wielu budowli w Warszawie, a nawet spławiany był Wisłą do Gdańska. W pierwszej połowie XVII wieku w kunowskich i dolskich kamieniołomach pracowało kilkuset pracowników, a w samym Kunowie dominował cech artystów kamieniarzy. Ich dzieła zdobiły m.in. Łazienki Królewskie czy Zamek Królewski w Warszawie. W Kunowie pracował m.in. Kajetan Gieyzer, architekt Króla Stanisława Augusta Poniatowskiego.
W wyniku zaborów przemysł kamieniarski zamarł, chociaż jego tradycje przetrwały w kunowskich rodzinach zajmujących się tym rzemiosłem od pokoleń. Po wojnach napoleońskich został wznowiony dzięki staraniom Wawrzyńca Hagena i Władysława Czerwińskiego (burmistrza kunowskiego). W XIX wieku kamieniarstwo kunowskie przeżywało renesans, a wielu lokalnych mistrzów kamieniarskich kształciło się zagranicą. Okoliczny kamień był wykorzystywany także do budowy pieców w Staropolskim Okręgu Przemysłowym czy Teatru Narodowego w Warszawie. Rzeźby z Kunowa ustawiono także w warszawskim Ogrodzie Saskim oraz Pałacu Ostrogskich. Piaskowiec z Kunowa i Dołów Biskupich był eksploatowany przez Szydłowieckie Zakłady Kamienia Budowlanego w Szydłowcu jeszcze do lat 80. XX w. Z końcem XIX wieku przemysł kamieniarski ponownie zamarł, co było efektem przede wszystkim represji po powstaniu styczniowym i odebraniem Kunowowi praw miejskich.
Ponowne zainteresowanie kamieniem kunowskim pojawiło się wraz z wybuchem I wojny światowej, kiedy zaczęto go wykorzystywać do celów militarnych. W okresie międzywojennym używano go do budowy wielu nowych budynków, np. znalazł się na elewacji banku PKO w Poznaniu przy Pl. Wolności. Ponadto kunowscy kamieniarze wykonywali rzeźby sakralne i nagrobne. 
Współcześnie w okolicy Kunowa również są czynne kopalnie kamienia, który wykorzystywany jest przede wszystkim do budowy ogrodzeń i nagrobków, rzadziej do tworzenia rzeźb. Od kilkunastu lat prowadzone są także renowacje zabytkowych kamiennych nagrobków na kunowskim cmentarzu dzięki staraniom Towarzystwa Przyjaciół Ziemi Kunowskiej.

## Charakterystyka kamienia
W okolicy Kunowa znajdują się złoża bardzo dobrej jakości kremowego piaskowca. Białe lub szare ciosowe piaskowce pochodzące z końca okresu triasowego zwane były kunowskimi lub dolskimi. Pokłady tego piaskowca spotkać można na prawym brzegu rzeki Kamiennej aż do Szewny. Kamień ten jest twardy, wpada miejscami w kolor żółty lub ma czerwone użylenie. Przez szereg lat był w całym kraju szeroko rozpowszechniony. Ujemną cechą piaskowca kunowskiego/dolskiego są częste gniazda gliniaste i żelaziste, nadające jego powierzchni zmienny wygląd.

## Znani kamieniarze kunowscy
- Władysław Stefan Czerwiński (1776-1836) – syn Jana i Rozalii z Myszkowskich, kamieniarz kunowski i burmistrz Kunowa, wznowił wraz z Wawrzyńcem Hagenem przemysł kamieniarski w tym mieście w 1815 r.

- Józef Seweryn Mikołaj Duchnowski (1800-1851) – jeden z największych artystów-rzeźbiarzy kunowskich. Kształcił się w Warszawie oraz na akademii we Wrocławiu. Pracował w Dreźnie, Berlinie, Hamburgu oraz w Monachium przy budowie Walhalli. Po powrocie do Kunowa założył rodzinę, lecz niedoceniony zmarł w nędzy

- Edmund Fornalski (1867-1908) – syn Józefa i Walerii ze Stawińskich, rzeźbiarz kształcący się i pracujący w Warszawie m.in. przy zdobieniach kościołów Św. Anny i Najśw. Zbawiciela. Po powrocie do Kunowa zajmował się sztuką sakralną i nagrobną

- Kajetan Gieyzer – pochodzący z Opola kunowski mistrz sztuki kamieniarskiej i architekt Stanisława Augusta Poniatowskiego

- Antoni Kłosiński (1840-1879) – syn Jana i Marianny ze Stróżyckich, kształcił się w Warszawie, plany edukacji za granicą przerwał wybuch powstania styczniowego. Wyrzeźbił m.in. figury w prezbiterium kunowskiego kościoła, a także zabytkowy nagrobek Franciszka Fornalskiego (prywatnie dziadka swej żony, Emilii Eleonory z Fornalskich)

- Maciej Najnobel – zwany „Niemiec Kamiennik”, w 1620 r. właściciel kamieniołomów w Kunowie i Dołach

- Stanisław Piwnik – rzeźbiarz kunowski z okresu II Rzeczypospolitej. W 1934 r. pracował w Sandomierzu m.in. przy odnawianiu domu Jana Długosza, w seminarium duchownym i kościele Św. Jakuba

- Wilhelm Schott – w 1592 r. otworzył w Kunowie zakład kamieniarski sprowadzając wielu pracowników z Europy Zachodniej

- Stanisław Szumliński (1814-1866) – kunowski mistrz sztuki kamieniarskiej, autor wielu figur sakralnych w Kunowie, członek kunowskiego Bractwa Różańca Świętego, ojciec Szymona (1836-1884), także rzeźbiarza

- Ignacy Wysocki – wygnany po wojnach napoleońskich z majątku Wysock na Kresach uruchomił w Kunowie wraz z synami, Józefem i Julianem, nowe kamieniołomy, a kamienne rzeźby eksportował także za granicę. Dzieła ich autorstwa zdobiły m.in. most Kierbedzia w Warszawie

## Źródła
- A. Bastrzykowski "Monografja historyczna Kunowa nad Kamienną i jego okolicy", Kraków 1939
- W. Fudalewski "Kunów nad Kamienną", Warszawa 1900
- A. Kryj "Kunów nad Kamienną. Zarys dziejów", Kunów 1993
- A. Czeżowski "Kamieniołomy", Tom I, str. 55, Warszawa 1946
- P. Gotkowski, K.W. Fornalski "Kamieniarze Kunowscy", w: Nowy Kamieniarz, nr 1(100)/2018, str. 98-102, http://nowykamieniarz.pl
- H. Walendowski "Piaskowce kunowskie i dolskie", w: Nowy Kamieniarz, nr 2(45)/2010, str. 82, http://nowykamieniarz.pl